# Savannah Challenger 2024
Il Savannah Challenger 2024 è stato un torneo maschile di tennis professionistico. È stata la 14ª edizione del torneo, facente parte della categoria Challenger 75 nell'ambito dell'ATP Challenger Tour 2024, con un montepremi di 82 000 $. Si è giocato dal 22 al 28 aprile 2024 sui campi in terra verde del Franklin Creek Tennis Center di Savannah, negli Stati Uniti.

## Partecipanti

### Teste di serie
| Nazionalità | Giocatore           | Ranking* | Testa di serie |
| ----------- | ------------------- | -------- | -------------- |
| Stati Uniti | Jeffrey John Wolf   | 102      | 1              |
| Stati Uniti | Michael Mmoh        | 111      | 2              |
| Stati Uniti | Patrick Kypson      | 143      | 3              |
| Stati Uniti | Denis Kudla         | 163      | 4              |
| Svizzera    | Alexander Ritschard | 195      | 5              |
| Stati Uniti | Tristan Boyer       | 201      | 6              |
| Regno Unito | Oliver Crawford     | 202      | 7              |
| Francia     | Clément Tabur       | 203      | 8              |

* Ranking al 15 aprile 2024.

### Altri partecipanti
I seguenti giocatori hanno ricevuto una wild card per il tabellone principale:
- Strong Kirchheimer
- Stefan Kozlov
- Bruno Kuzuhara

I seguenti giocatori sono entrati in tabellone come alternate:
- Hady Habib
- Aidan Mayo
- Bernard Tomic

I seguenti giocatori sono passati dalle qualificazioni:
- Viktor Durasovic
- Tristan McCormick
- Federico Agustin Gomez
- Gabi Adrian Boitan
- Andrés Andrade
- Arthur Gea

## Punti e montepremi
| Torneo    | Torneo              | V     | F     | SF    | QF    | 2T    | 1T  | Q | Q2  | Q1  |
| Singolare | Punti               | 75    | 44    | 22    | 12    | 6     | 0   | 4 | 2   | 0   |
| Singolare | Premi in denaro ($) | 9 880 | 5 820 | 3 450 | 2 000 | 1 165 | 720 | – | 360 | 185 |
| Doppio    | Punti               | 75    | 44    | 22    | 12    | –     | 0   | – | –   | –   |
| Doppio    | Premi in denaro ($) | 4 250 | 2 450 | 1 480 | 880   | –     | 500 | – | –   | –   |

## Campioni

### Singolare
Alexander Ritschard ha sconfitto in finale  Andrés Andrade con il punteggio di 6–2, 6–4.

### Doppio
Christian Harrison /  Marcus Willis hanno sconfitto in finale  Simon Freund /  Johannes Ingildsen con il punteggio di 6–3, 6–3.